# Symphonie no 30 de Mozart
Pour les articles homonymes, voir Symphonie no 30.
La Symphonie no 30 en ré majeur KV 202/186b est une symphonie du compositeur autrichien Wolfgang Amadeus Mozart, achevée le 5 mai 1774 à Salzbourg, alors que le compositeur était âgé de dix-huit ans.

## Historique
La première édition a été faite à titre posthume chez Günther und Böhme à Hambourg en 1799.

## Instrumentation
| Instrumentation de la symphonie no 30                                |
| Cordes                                                               |
| premiers violons, seconds violons, altos, violoncelles, contrebasses |
| Bois                                                                 |
| 2 hautbois                                                           |
| Cuivres                                                              |
| 2 cors en ré, 2 trompettes en ré                                     |

Les orchestres contemporains ajoutent parfois des bassons et des timbales.

## Structure
La symphonie comprend quatre mouvements :
1. Molto allegro, à 
, en ré majeur, 207 mesures
2. Andantino con moto, à 
, en la majeur, 74 mesures, cordes seules
3. Menuetto et Trio, à 
, en ré majeur, trio en sol majeur, 40+20 mesures
4. Presto, à 
, en ré majeur, 219 mesures

Durée : environ 22 minutes

Introduction du Molto allegro :
La lecture audio n'est pas prise en charge dans votre navigateur. Vous pouvez télécharger le fichier audio.
Introduction de l'Andantino con moto :
La lecture audio n'est pas prise en charge dans votre navigateur. Vous pouvez télécharger le fichier audio.
Première reprise du Menuetto :
La lecture audio n'est pas prise en charge dans votre navigateur. Vous pouvez télécharger le fichier audio.
Première reprise du Trio :
La lecture audio n'est pas prise en charge dans votre navigateur. Vous pouvez télécharger le fichier audio.
Introduction du Presto :
La lecture audio n'est pas prise en charge dans votre navigateur. Vous pouvez télécharger le fichier audio.